# Пташине перо

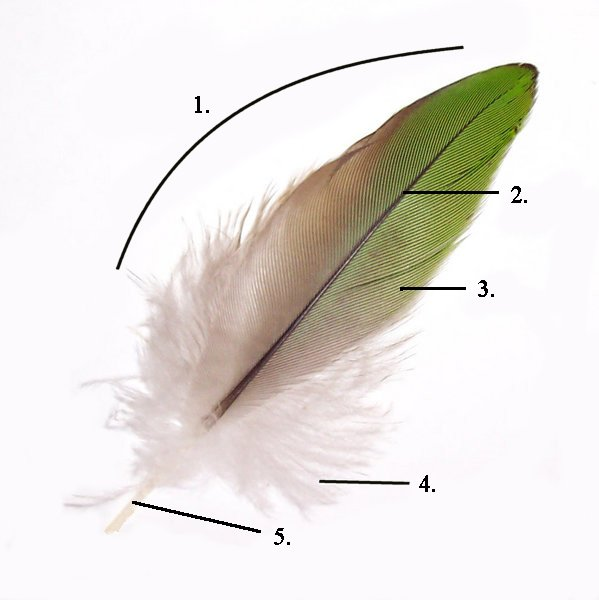
Будова пташиного пера (на прикладі махового): 1 — опахало, 2 — стовбур, 3 — борідки, 4 — пухова частина, 5 — очин

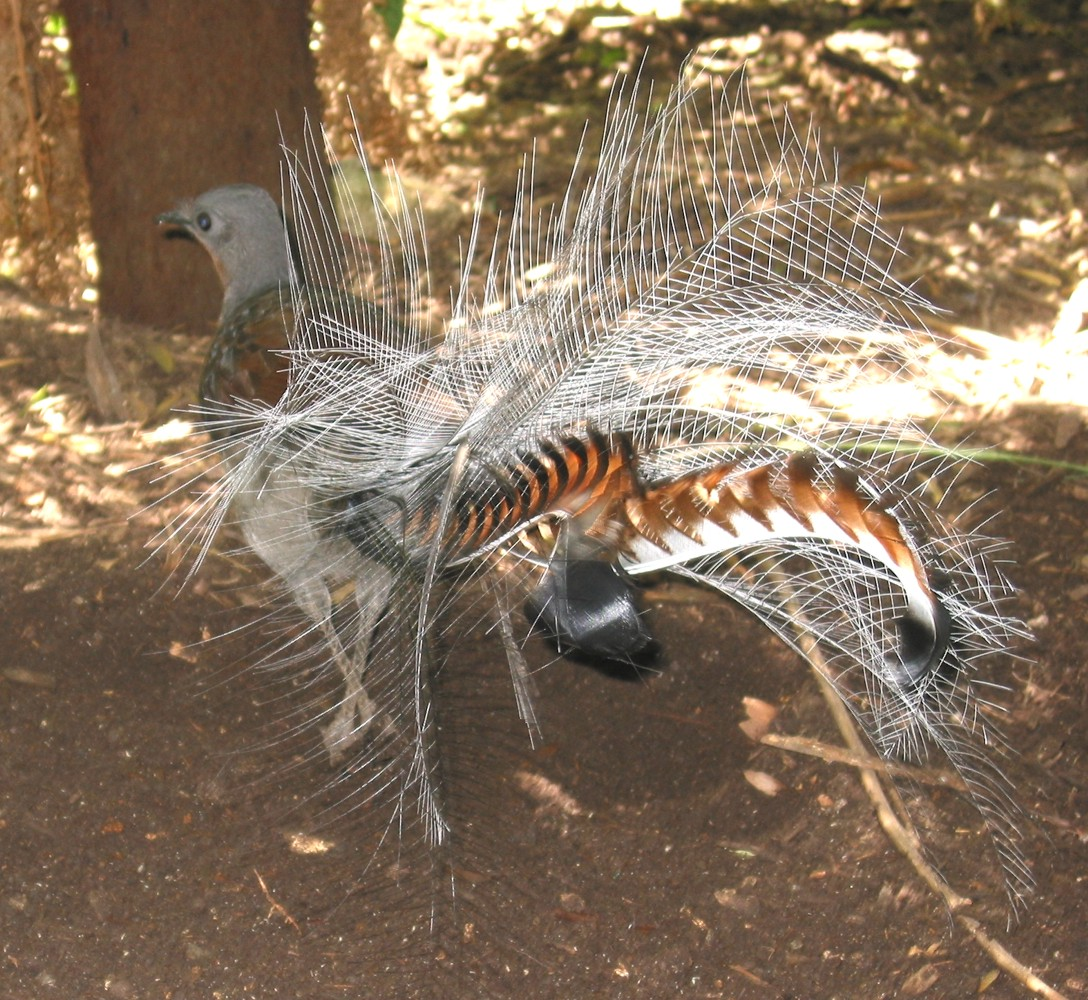
Прикрашальні пера лірохвоста великого

Перо́ — рогове утворення шкіри птахів. Пера вкривають більшу частину поверхні тіла птаха та складають оперення.

## Структура
Найскладніша будова притаманна контурним перам, що утворені стрижнем та двома опахалами, розташованими в одній площині. Нижня частина стрижня — так званий очин — порожня та позбавлена опахал, всередині розташовано плівчасте утворення, що називається «душка». Решта стрижня — «стовбур» — має серцевину, що складається з легкої рогової комірчастої тканини.
Опахала утворені довгими борідками, від яких відходять менші борідки другого порядку; на них, своєю чергою, розташовані рогові гачки, якими скріплюються борідки пера. У разі відсутності гачків борідки залишаються незчепленими, і такий вид пера називається пуховим.
Завдяки оперенню птахи можуть набувати різного забарвлення, що досягається двома шляхами. По-перше, шляхом вміщення в борідках пера барвників різного кольору (наприклад, у папуг); і по-друге, завдяки специфічній структурі поверхні пера, що забезпечує відбивання світла разом з його спектральним розкладенням (наприклад, у павича). Птахи, яким притаманне таке «структурне» забарвлення, втрачають його в разі намокання пера.

## Різновиди

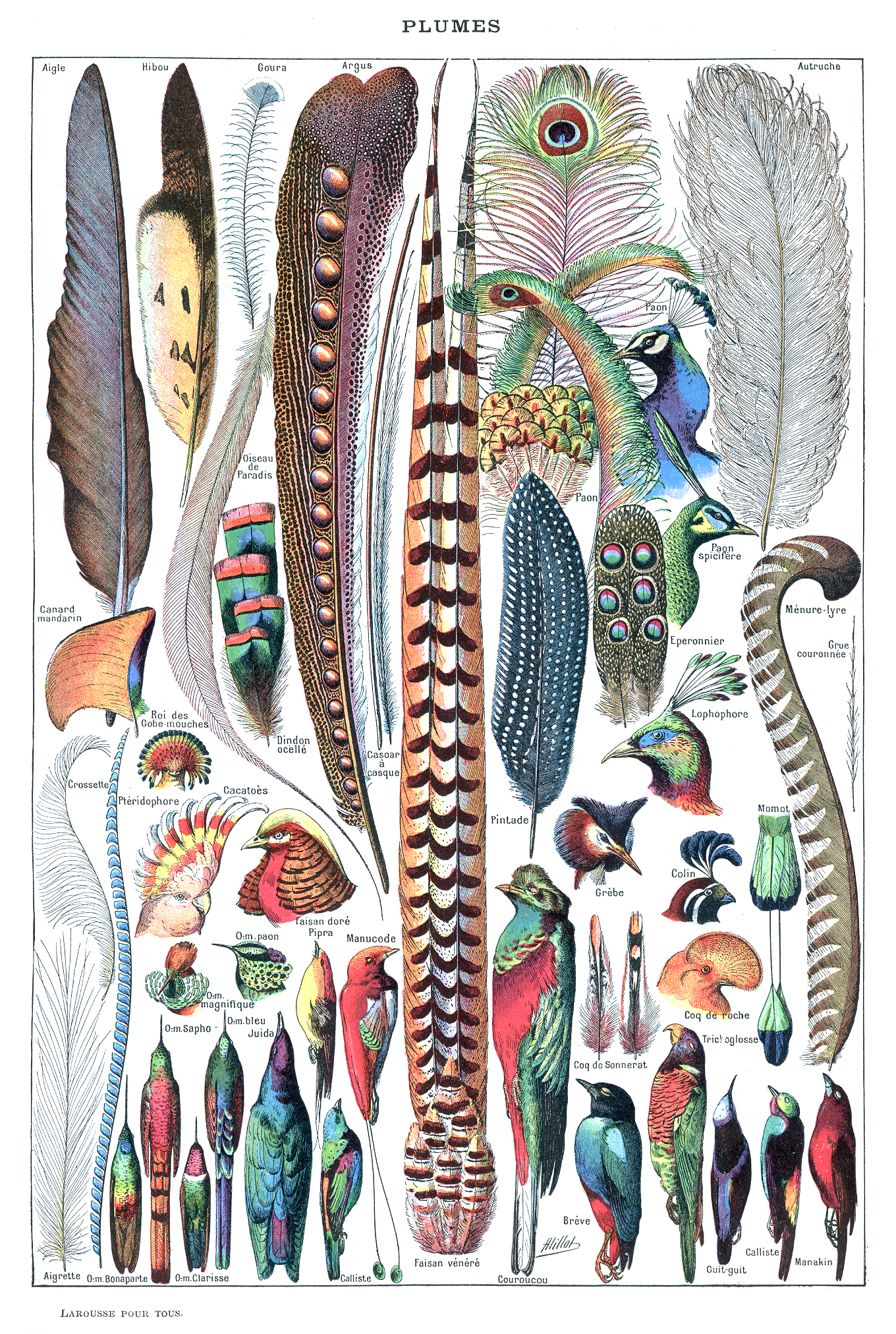
Варіації пера

Розрізняють такі види пер: контурні, нитчасті, пухові, пух та щетинки.
До контурних пер належать: махові, що відіграють головну роль в утворенні тримальної поверхні крила; стернові, що утворюють хвіст, та покривні, що вкривають тулуб птаха і значну частину крил.
У більшості птахів (за деякими винятками, наприклад, пінгвінів) покривні пера вкривають тіло не скрізь: ділянки шкіри, де ростуть пера (птерилії) чергуються з ділянками, де пера відсутні (аптерії). Аптерії вкрито перами з сусідніх птерилій.
Нитчасті пера відрізняються довгим, тонким та м'яким стовбуром, та дуже нечисленним борідками другого порядку на його дистальному кінці. Звичайно, вони вкриті контурними перами, але у деяких птахів (наприклад, у бакланів) на ділянках шиї та потилиці виступають на поверхню оперення.
Пухові пера, як і пух, характеризуються м'яким та тонким стрижнем і незчепленими борідками. Ці види пер запобігають охолодженню тіла.
Для пуху характерний вкорочений стрижень та незчеплені борідки першого порядку, за майже повної відсутності борідок другого порядку. Ембріональне перо, з якого розвиваються всі форми пер, за будовою подібне до пуху.
Щетинки являють собою стрижні пер, позбавлені борідок. Вважається, що вони, як і нитчасті пера, виконують функцію органів дотику.
Пера на кінцях з часом стираються, тріпаються та вицвітають, що призводить птахів до необхідності линяння, тобто періодичної зміни пер.

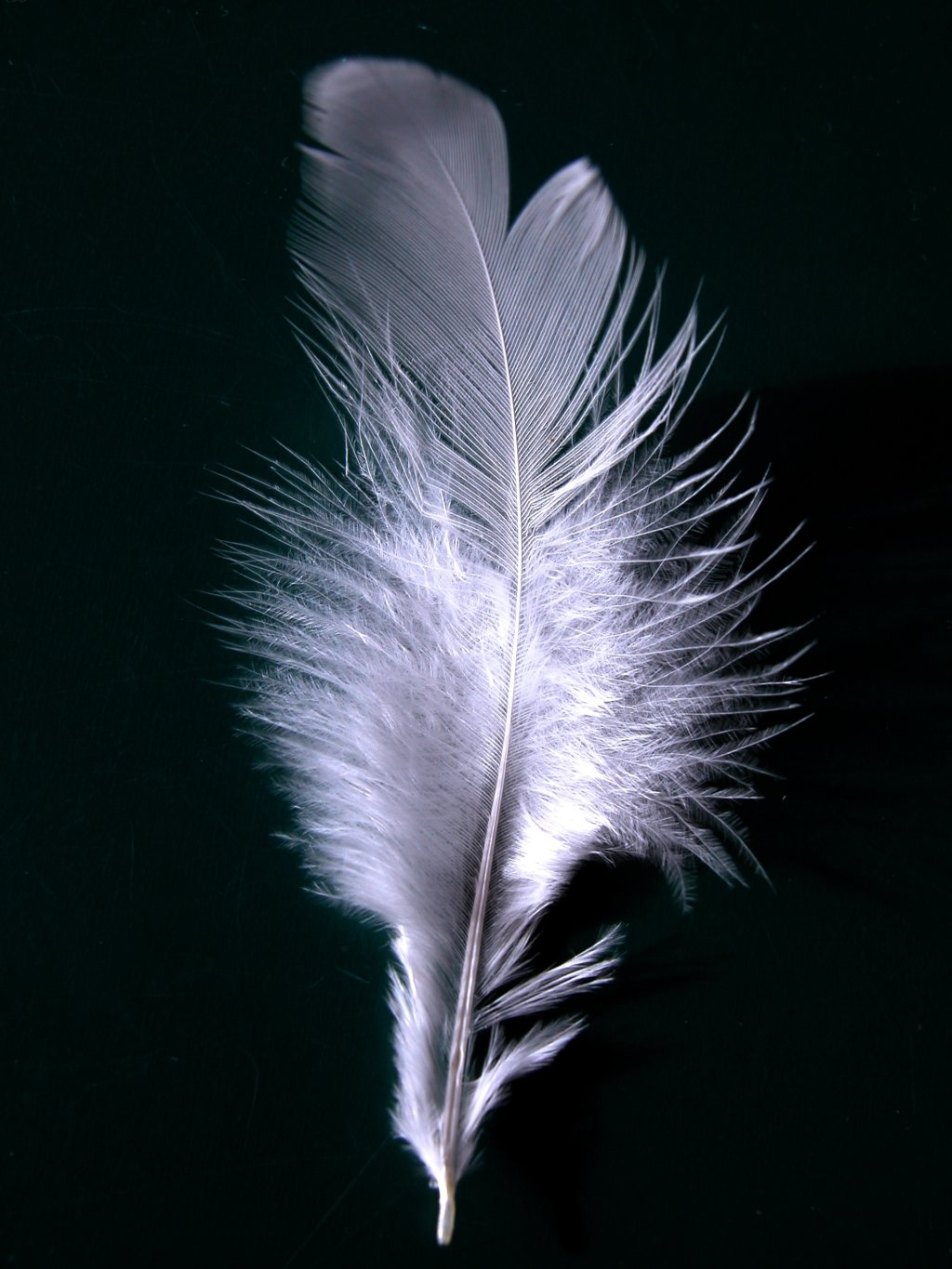
Пташине перо

## Походження та розвиток
Тривалий час вважалося, що еволюційно пера походять від шкірних лусок рептилій, але останнім часом це твердження поставлено під сумнів.
Спочатку пера виконували завдання теплоізоляції та, імовірно, маркерну, у шлюбній поведінці, і лише потім стали пристосуванням для польоту.
У грудні 2018 року на основі аналізу викопних решток було встановлено, що пір'я виникло у птерозаврів 250 млн років тому.
Дослідно доведено, що відсутність в організмі ембріону птахів білкового рецептора, яка спричинює утворення перетинок між пальцями ніг, викликає також і перетворення шкірної луски на ногах на пера

### Механізм розвитку пера
Внаслідок розростання клітин епідермісу та кутису на шкірі утворюється горбок (він подібний до зачатку луски плазунів), що поступово розростається у вигляді спрямованого назад виросту, основа якого заглиблюється в шкіру, утворюючи піхву пера. Сполучнотканинна частина виросту перетворюється на пронизаний кровоносними судинами сосочок пера, що росте. Одночасно епідермальний шар, що розростається — перетворюється на тонкий роговий чохлик, який закриває перо, що росте, а з допоміжних клітин, які посилено діляться та поступово роговіють, утворюється стрижень з борідками, що відходять від нього. В міру росту пера, навколишній роговий чохлик поступово злущується, а борідки розпрямляються, утворюючи віяло. Сосочок засихає; від нього в очині пера залишається лише плівчаста душка.

## Використання людиною
Пера застосовують для набивки перин, подушок, м'яких меблів, а також для утеплення одягу та спальних мішків (особливо цінується пух гаги). Пера здавна застосовували для виготовлення стріл. Пера великих птахів (найчастіше гусей) протягом століть використовували як ручки.
У багатьох народів (зокрема, до середини 19-го сторіччя і в західноєвропейських країнах) пера входять до складу традиційного святкового вбрання. Їх використовували також для проведення ритуалів.
Пера орлів мають велику культурну та духовну цінність для американських індіанців і корінних народів Канади як релігійні предмети. У Сполучених Штатах релігійне використання орлиного і яструбиного пера регулюється федеральним законом про орлине пір'я, згідно з яким володіння орлиним пером обмежено сертифікованими та зареєстрованими членами визнаних на федеральному рівні, індіанських племен.
У Південній Америці відвари, зроблені з пера кондора, використовуються в традиційних ліках. В Індії пера індійського павича застосовувалися в традиційній медицині від укусу змії, безпліддя і кашлю.
Протягом 18-го, 19-го і початку 20-го століть відбувалася бурхлива міжнародна торгівля перами для вишуканих жіночих капелюхів та інших головних уборів. 1886 року відомий орнітолог Френк Чепмен нарахував у Нью-Йорку пера 40 видів місцевих птахів, які прикрашали три чверті з 700 дамських капелюхів. Ця торгівля призвела до серйозних втрат для популяцій деяких птахів (наприклад, чапель та журавлів). Захисники природи вели велику кампанію проти використання пера в капелюшках. Це сприяло ухваленню Закону Лейсі 1900 року і зумовило зміну моди. Ринок декоративного пера значною мірою обвалився.
Останнім часом оперення півня стало поширеним трендом як аксесуар для зачіски, а пера, яке раніше застосовували як риболовецьку приманку, тепер використовують для додання волоссю кольору і стилю. Сьогодні (на початку XXI століття) пера, що використовують в індустрії моди, у військових головних уборах і одязі, є відходами птахівництва, в тому числі пера курей, гусей, індиків, фазанів і страусів. Ці пера забарвлюють і обробляють для поліпшення їх зовнішнього вигляду, оскільки пера свійських птахів за своєю природою часто бувають тьмяними, якщо порівняти з перами диких птахів.
Виробництво пір'яної продукції в Європі скоротилося за останні 60 років, переважно через конкуренцію з боку азійських країн.

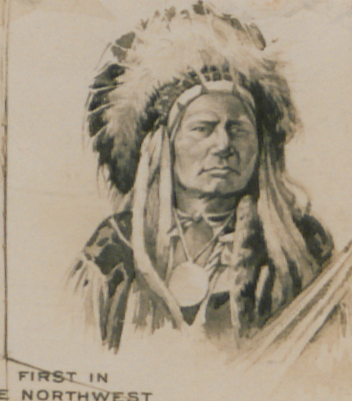
Прикраси з перами на голові індіанця
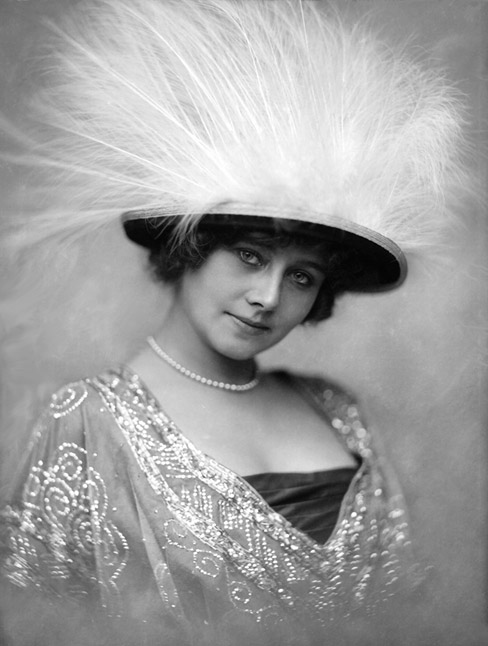
Актриса Андула Седлачкова[cs] з капелюхом, прикрашеним егретками чепури великої, 1912
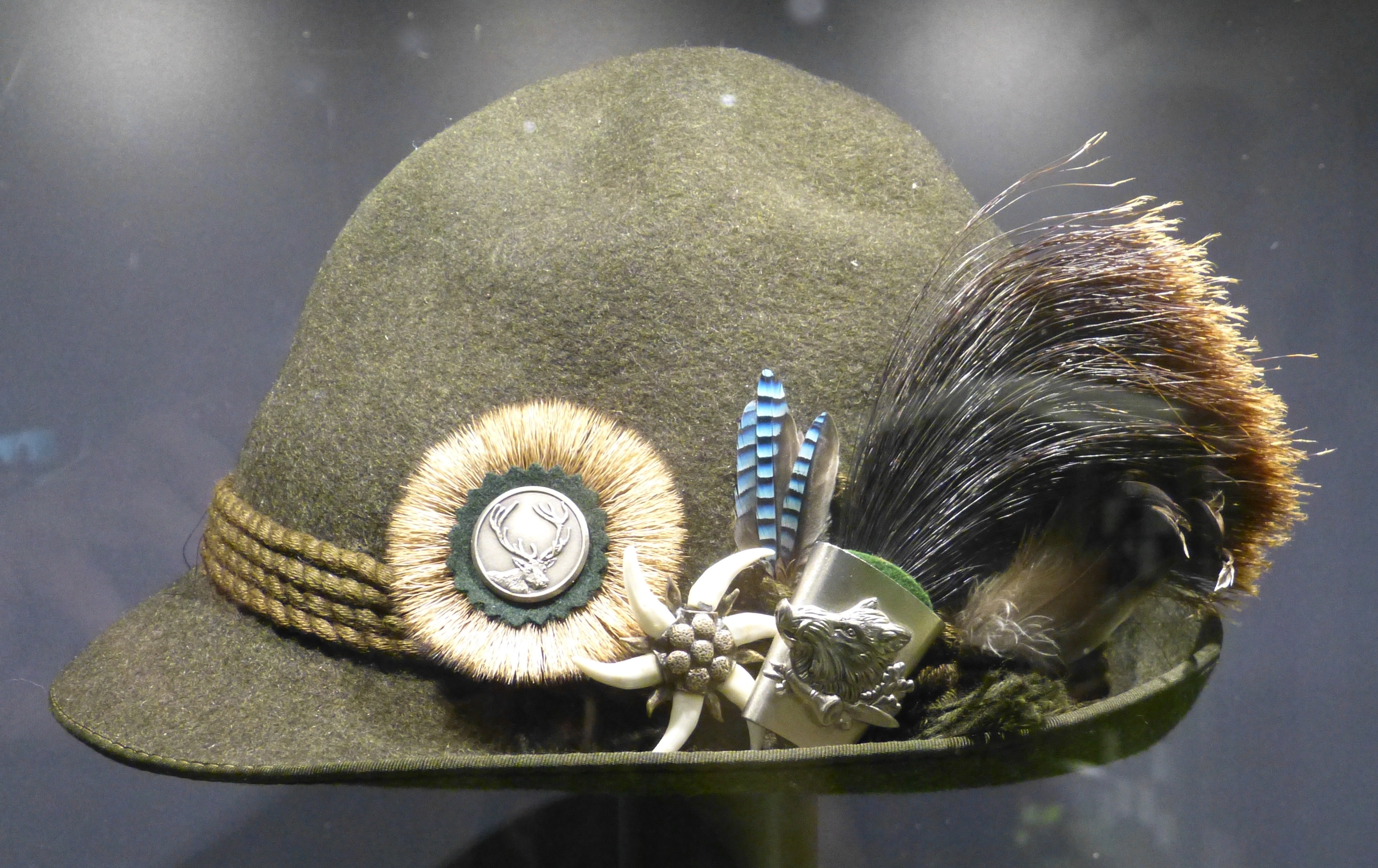
Капелюх баварського мисливця
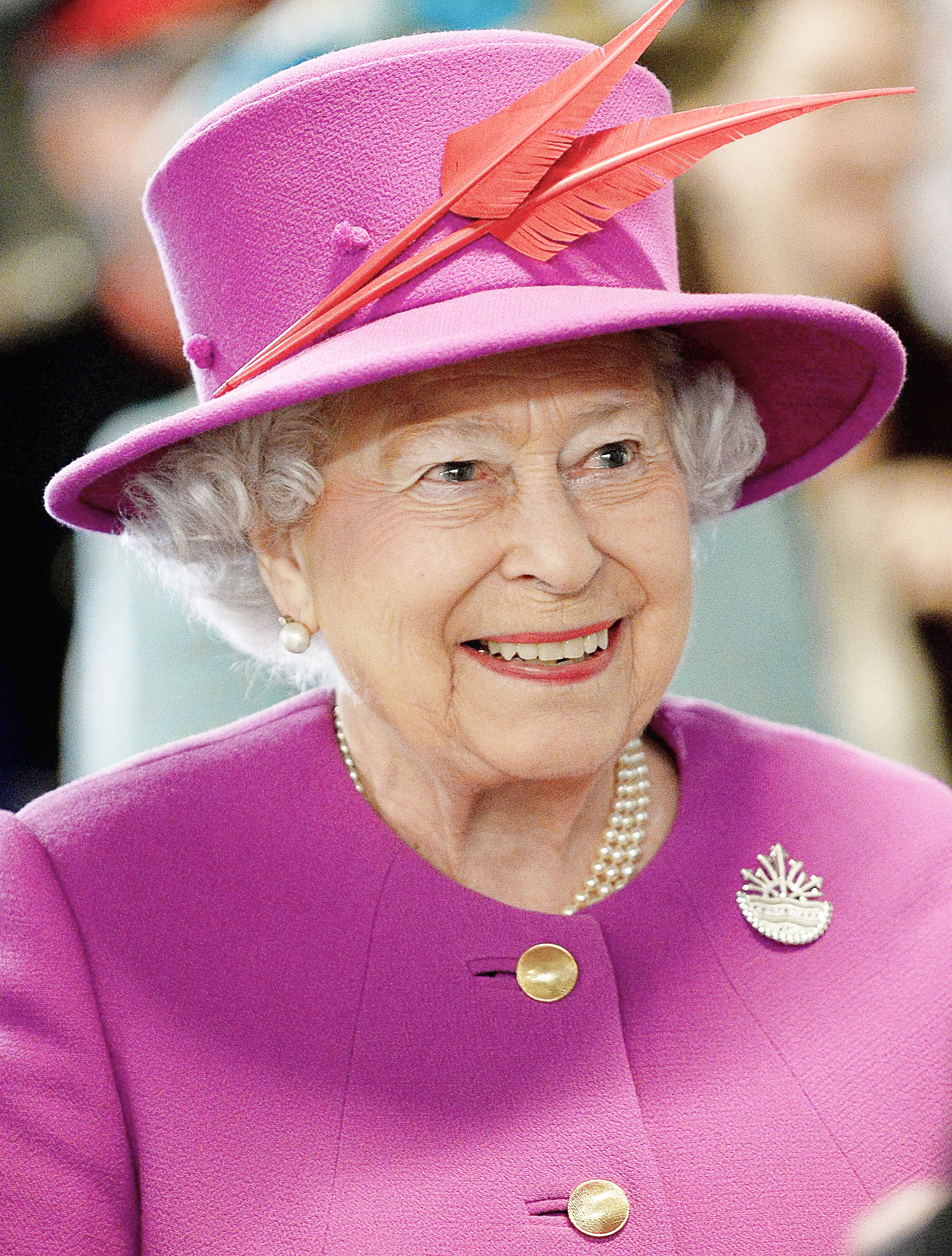
Пташині пера як прикраса капелюха Єлизавети II
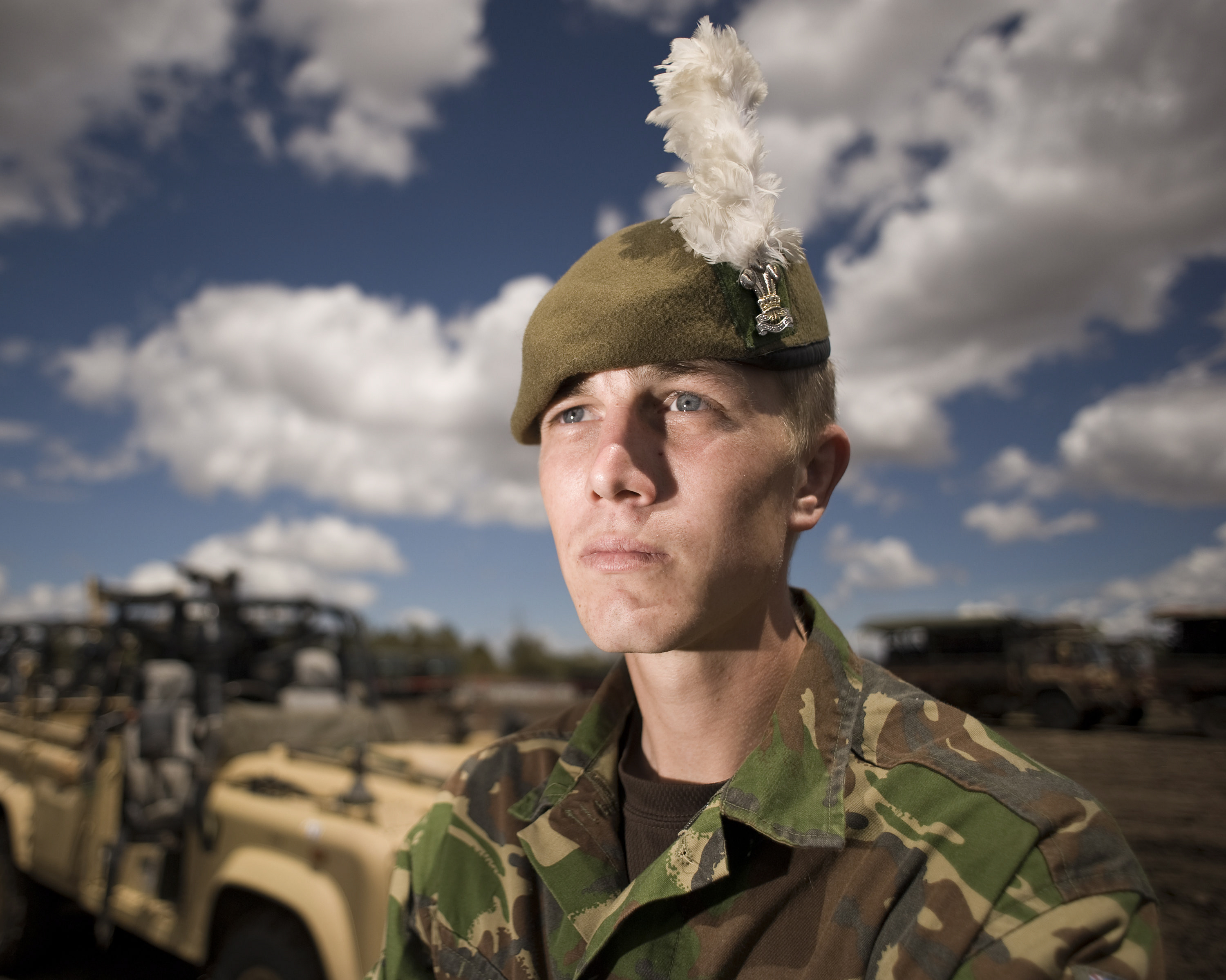
Солдат полку Королівських валлійців з білим плюмажем на береті.